# Olivia Davies-McDaniel
Olivia Alexandra Davis Isip McDaniel, auch bekannt als Olivia Davies-McDaniel (* 14. Oktober 1997 in Laguna Beach, Kalifornien), ist eine in den USA geborene philippinische Fußballtorhüterin.

## Karriere

### Vereine
Nachdem sie in ihrer Jugend bis 2017 für die Mannschaft der Norco High School gespielt hatte, war sie 2015 zum Start ihrer College-Karriere erst für die Cal State Fullerton Titans aktiv. Danach hütete sie von 2016 bis 2019 für die Milwaukee Panthers das Tor.
Seitdem ist sie Teil der Mannschaft des So Cal Union FC, welcher in der WPSL spielt. Zuvor soll sie auch noch beim Golden State FC gespielt haben.

### Nationalmannschaft
Mit der philippinischen Nationalmannschaft nahm sie schon 2021 an den Südostasienspielen 2021 teil und gewann mit ihrer Mannschaft hier die Bronze-Medaille. Bei der Asienmeisterschaft 2022 war sie dann Teil der historischen Mannschaft, welche erstmals das Halbfinale erreichte. Hierbei stand sie in allen Partien bis auf einer im Tor und hielt im Viertelfinale gegen Taiwan beim abschließenden Elfmeterschießen auch noch zwei Schüsse.
Am 9. Juli 2023 wurde sie für den Kader bei der Weltmeisterschaft 2023 nominiert.

## Sonstiges
Sie ist die Schwester von Chandler McDaniel und Griffin McDaniel.